# 914
Năm 914 là một năm trong lịch Julius.